# Rondon (Paraná)
Rondon é um município brasileiro do estado do Paraná. Sua população estimada em 2010 é de aproximadamente 9005 habitantes. Está a 530 metros do nível do mar, o clima se apresenta quente durante todo o ano e limita-se com os municípios de Paraíso do Norte, Cidade Gaúcha, Guaporema, Indianópolis, Tapejara e São Manoel do Paraná.

## História
Rondon foi fundada em 1945, por Leôncio de Oliveira Cunha e sua denominação foi uma homenagem ao Marechal Cândido Mariano da Silva Rondon e seus primeiros moradores foram Flávio Wolf seguido por Arthur Hartmann e Orlando Mertz.
Pela Lei nº 2534 de 26 de novembro de 1954, foi elevada a categoria de município, sendo desmembrado de Peabiru. A instalação do município se deu a 3 de dezembro de 1955, data também em que foi empossado Arthur Hartmann, como primeiro prefeito municipal eleito.